# Michael Marx (Faustballspieler)
Michael Marx (* 14. Juli 1984 in Mühlacker) ist ein deutscher Faustballer. Aktuell läuft Marx für die deutschen Vereine TV Ochsenbach (M1) und VfB Stuttgart (M35) auf. Von 2004 bis 2015 war Michael Marx Spieler der deutschen Faustballnationalmannschaft.

## Karriere
Michael Marx geht aktuell für den TV Schweinfurt-Oberndorf an den Start. Er wechselte von seinem Heimatverein TV Vaihingen/Enz zur Feldsaison 2016 nach Schweinfurt. Der in der Jugend noch überragende Angreifer, ist im Laufe seiner sehr erfolgreichen Karriere auf die Abwehrposition gewechselt. Auf Vereinsebene spielt Michael Marx auf allen Positionen.
Seine Nationalmannschaftskarriere beendete er mit dem Gewinn der Weltmeisterschaft 2015 in Cordoba (Argentinien). Er gehörte zu den erfahrensten Spielern im Kader von Olaf Neuenfeld und durchlief sämtliche Nationalteams. Die größten Erfolge konnte er 2011, 2013 und 2015 feiern, als er mit dem deutschen Nationalteam 2011 Weltmeister (Österreich), 2013 World-Games-Sieger (Kolumbien) und 2015 Weltmeister (Argentinien) wurde.
In der 1. Bundesliga Süd spielte er von 2004 bis 2006 bei der damaligen „Talentschmiede“ des SpVgg Weil der Stadt und konnte auf der nationalen Bühne zum ersten Mal auf sich aufmerksam machen. Als er jedoch 2006 wieder zu seinem Heimatverein, dem TV Vaihingen/Enz, zurück wechselte, gelang der große Wurf und gewann 2008 jeweils den deutschen Meistertitel in der Halle und auf dem Feld. Es folgten weitere DM-Titel in der Halle im Jahr 2011 und 2012. Im Jahr 2009 und 2012 konnte man eine perfekte Hallensaison mit dem Europapokaltitel abschließen.
Von 2012 bis 2013 machte Marx einen „kurzen Ausflug“ zum Nachbarschaftsrivalen TV Stuttgart-Stammheim, mit dem er sich ebenfalls für die Endrunde der Deutschen Meisterschaft (Halle) 2013 qualifizieren konnte. Zudem führte er in der Feldsaison den TV Stuttgart-Stammheim wieder zurück in die 1. Bundesliga Süd. In der Hallensaison 2013/14 kehrte Marx wieder zur alten Wirkungsstätte zurück und geht wieder für den TV Vaihingen/Enz an den Start. Im Feld 2016 wechselte Michael Marx unerwartet nach Schweinfurt.

## Erfolge
Nationalmannschaft
- 2001: U18-Europameister (Wallisellen/Schweiz)
- 2002: U18-Europameister (Villach/Österreich)
- 2004: U21-Europameister (Hochburg an der Ach/Österreich)
- 2005: U21-Europameister (Tecknau/Schweiz)
- 2008: 3. Platz Europameisterschaft (Stuttgart/Deutschland)
- 2009: 4. Platz World-Games (Kaohsiung/Taiwan)
- 2011: Weltmeister (Österreich)
- 2012: 3. Platz Europameisterschaft (Schweinfurt/Deutschland)
- 2013: World-Games-Sieger (Cali/Kolumbien)
- 2013: Weltmeister (Argentinien)

Verein (national)
- 2004: 3. Platz Deutsche Meisterschaft (Halle und Feld)
- 2008: Deutscher Meister (Halle und Feld)
- 2009: 2. Platz Deutsche Meisterschaft (Halle und Feld)
- 2010: 3. Platz Deutsche Meisterschaft (Halle und Feld)
- 2011: Deutscher Meister (Halle)
- 2012: Deutscher Meister (Halle)
- 2013: 3. Platz Deutsche Meisterschaft (Feld)

Verein (international)
- 2009: Europapokalsieger (Halle)
- 2009: 2. Platz Europapokal der Landesmeister (Feld)
- 2010: 2. Platz Europapokal der Landesmeister (Halle)
- 2010: 2. Platz IFA-Pokal (Feld)
- 2012: Europapokalsieger (Halle)

## Ehrungen
Am 25. Oktober 2013 wurde er für den World-Games-Titel in Kolumbien durch Bundespräsident Joachim Gauck für den sportlichen Erfolg mit dem Silbernen Lorbeerblatt geehrt. Im Rahmen einer Feier, die von Johannes B. Kerner moderiert wurde, bekam er die höchste Auszeichnung für deutsche Sportler überreicht.